# Paulo Santos
Paulo Santos (Lisboa, 11 de diciembre de 1972) es un futbolista portugués.

## Participaciones en Copas del Mundo
| Mundial                        | Sede     | Resultado    |
| ------------------------------ | -------- | ------------ |
| Copa Mundial de Fútbol de 2006 | Alemania | Cuarto lugar |

## Clubes
| Club                | País     | Año       |
| ------------------- | -------- | --------- |
| Mirense             | Portugal | 1991-1992 |
| Olivais e Moscavide | Portugal | 1992-1993 |
| SL Benfica          | Portugal | 1993-1994 |
| Penafiel            | Portugal | 1994-1995 |
| Estrela da Amadora  | Portugal | 1995-1998 |
| Alverca             | Portugal | 1998-2001 |
| FC Porto            | Portugal | 2001-2002 |
| Varzim SC           | Portugal | 2002-2003 |
| FC Porto B          | Portugal | 2003-2004 |
| Sporting de Braga   | Portugal | 2004      |

- Datos: Q534687